# Shawty Lo
Ка́рлос Ри́ко Уо́кер (англ. Carlos Rico Walker; 31 марта 1976 — 21 сентября 2016) — американский рэпер, более известный под своим сценическим псевдонимом Шоути Ло Shawty Lo), основатель лейбла D4L Records, и член хип-хоп группы D4L(образованная в 2003 году).
Его первый сольный альбом Units in the City был выпущен 26 февраля 2008 года. Альбом RICO выпущен посмертно в 2017 году.
Погиб в дорожно-транспортном происшествии на автомагистрали I-285 21 сентября 2016 года (не справился с управлением, его автомобиль Audi A7 вылетел с трассы, врезался в дерево, перевернулся и загорелся). У него было 11 детей (9 дочерей и 2 сыновей) от 10 женщин. Похоронен на кладбище Форест-Лаун в Колледж-парк (штат Джорджия).

## Дискография
Студийные альбомы
- Units in the City (2008)
- Still Got Units (2014)
- RICO (2017, посмертно)

## Награды
- BET Hip Hop Awards
  - 2008, Rookie of the Year
  - 2008, Track of the Year, «Dey Know»
- Ozone Awards
  - 2008, Best Rap Album, Units in the City (номинация)
  - 2008, Breakthrough Artist
  - 2008, Club Banger of the Year, «Dey Know» (номинация)
  - 2008, Best Mixtape/Street Album, «I’m Da Man 2» with DJ Scream (номинация)